# Liste des coureurs du Tour de France 2012
Cette page dresse la liste des coureurs du Tour de France 2012, disputé par 198 coureurs, répartis dans 22 équipes, et dont 153 ont terminé la course.

## Liste des participants
La liste ci-dessous présente les coureurs inscrits par numéro de dossard.
| Légende                             | Légende                                                                                         | Légende                                | Légende                                                                                                  |
| ----------------------------------- | ----------------------------------------------------------------------------------------------- | -------------------------------------- | --- |
| Num                                 | Dossard de départ porté par le coureur sur ce Tour de France                                    | Pos                                    | Position finale au classement général                                                                    |
| Leader du classement général        | Indique le vainqueur du classement général                                                      | Leader du classement par points        | Indique le vainqueur du classement par points                                                            |
| Leader du classement de la montagne | Indique le vainqueur du classement de la montagne                                               | Leader du classement du meilleur jeune | Indique le vainqueur du classement du meilleur jeune                                                     |
| Meilleure équipe                    | Indique la meilleure équipe                                                                     | Super combatif                         | Indique le super combatif                                                                                |
|                                     | Indique un maillot de champion national ou mondial, suivi de sa spécialité                      | NP                                     | Indique un coureur qui n'a pas pris le départ d'une étape, suivi du numéro de l'étape où il s'est retiré |
| AB                                  | Indique un coureur qui n'a pas terminé une étape, suivi du numéro de l'étape où il s'est retiré | HD                                     | Indique un coureur qui a terminé une étape hors des délais, suivi du numéro de l'étape                   |
| EX                                  | Coureur exclu pour non-respect du règlement, suivi du numéro de l'étape                         | *                                      | Indique un coureur en lice pour le classement du meilleur jeune (coureurs nés après le )                 |

| BMC Racing BMC                    | BMC Racing BMC            | BMC Racing BMC |
| --------------------------------- | ------------------------- | -------------- |
| Num                               | Coureur                   | Pos            |
| 1                                 | Cadel Evans (AUS)         | 7e             |
| 2                                 | Marcus Burghardt (GER)    | 58e            |
| 3                                 | Steve Cummings (GBR)      | 95e            |
| 4                                 | Philippe Gilbert → CLM    | 46e            |
| 5                                 | George Hincapie (USA)     | 38e            |
| 6                                 | Amaël Moinard (FRA)       | 45e            |
| 7                                 | Manuel Quinziato (ITA)    | 109e           |
| 8                                 | Michael Schär (SUI)       | 49e            |
| 9                                 | Tejay van Garderen (USA)* | 5e             |
| Directeur sportif : John Lelangue |                           |                |

| RadioShack-Nissan RNT              | RadioShack-Nissan RNT         | RadioShack-Nissan RNT |
| ---------------------------------- | ----------------------------- | --------------------- |
| Num                                | Coureur                       | Pos                   |
| 11                                 | Fränk Schleck (LUX)           | NP-16                 |
| 12                                 | Fabian Cancellara (SUI) → CLM | NP-11                 |
| 13                                 | Tony Gallopin (FRA)*          | AB-13                 |
| 14                                 | Christopher Horner (USA)      | 13e                   |
| 15                                 | Andreas Klöden (GER)          | 11e                   |
| 16                                 | Maxime Monfort (BEL)          | 16e                   |
| 17                                 | Yaroslav Popovych (UKR)       | 76e                   |
| 18                                 | Jens Voigt (GER)              | 52e                   |
| 19                                 | Haimar Zubeldia (ESP)         | 6e                    |
| Directeur sportif : Alain Gallopin |                               |                       |

| Europcar EUC                          | Europcar EUC              | Europcar EUC |
| ------------------------------------- | ------------------------- | ------------ |
| Num                                   | Coureur                   | Pos          |
| 21                                    | Thomas Voeckler (FRA)     | 26e          |
| 22                                    | Yukiya Arashiro (JPN)     | 84e          |
| 23                                    | Giovanni Bernaudeau (FRA) | AB-15        |
| 24                                    | Cyril Gautier (FRA)*      | 61e          |
| 25                                    | Yohann Gène (FRA)         | 139e         |
| 26                                    | Vincent Jérôme (FRA)      | AB-15        |
| 27                                    | Christophe Kern (FRA)     | 83e          |
| 28                                    | Davide Malacarne (ITA)*   | 59e          |
| 29                                    | Pierre Rolland (FRA)      | 8e           |
| Directeur sportif : Dominique Arnould |                           |              |

| Euskaltel-Euskadi EUS                   | Euskaltel-Euskadi EUS | Euskaltel-Euskadi EUS |
| --------------------------------------- | --------------------- | --------------------- |
| Num                                     | Coureur               | Pos                   |
| 31                                      | Samuel Sánchez (ESP)  | AB-8                  |
| 32                                      | Mikel Astarloza (ESP) | AB-6                  |
| 33                                      | Jorge Azanza (ESP)    | 74e                   |
| 34                                      | Gorka Izagirre (ESP)* | 39e                   |
| 35                                      | Egoi Martínez (ESP)   | 17e                   |
| 36                                      | Rubén Pérez (ESP)     | 87e                   |
| 37                                      | Amets Txurruka (ESP)  | NP-7                  |
| 38                                      | Pablo Urtasun (ESP)   | 134e                  |
| 39                                      | Gorka Verdugo (ESP)   | AB-8                  |
| Directeur sportif : Gorka Gerrikagoitia |                       |                       |

| Lampre-ISD LAM                        | Lampre-ISD LAM            | Lampre-ISD LAM |
| ------------------------------------- | ------------------------- | -------------- |
| Num                                   | Coureur                   | Pos            |
| 41                                    | Michele Scarponi (ITA)    | 24e            |
| 42                                    | Grega Bole (SLO)          | AB-16          |
| 43                                    | Danilo Hondo (GER)        | 86e            |
| 44                                    | Yuriy Krivtsov (FRA)      | HD-11          |
| 45                                    | Matthew Lloyd (AUS)       | NP-10          |
| 46                                    | Marco Marzano (ITA)       | 80e            |
| 47                                    | Alessandro Petacchi (ITA) | HD-11          |
| 48                                    | Simone Stortoni (ITA)     | 69e            |
| 49                                    | Davide Viganò (ITA)       | AB-6           |
| Directeur sportif : Fabrizio Bontempi |                           |                |

| Liquigas-Cannondale LIQ          | Liquigas-Cannondale LIQ    | Liquigas-Cannondale LIQ |
| -------------------------------- | -------------------------- | ----------------------- |
| Num                              | Coureur                    | Pos                     |
| 51                               | Vincenzo Nibali (ITA)      | 3e                      |
| 52                               | Ivan Basso (ITA)           | 25e                     |
| 53                               | Federico Canuti (ITA)      | 114e                    |
| 54                               | Kristjan Koren (SLO)       | 98e                     |
| 55                               | Dominik Nerz (GER)*        | 47e                     |
| 56                               | Daniel Oss (ITA)*          | 105e                    |
| 57                               | Peter Sagan (SVK)* → Route | 42e                     |
| 58                               | Sylwester Szmyd (POL)      | 71e                     |
| 59                               | Alessandro Vanotti (ITA)   | 118e                    |
| Directeur sportif : Mario Scirea |                            |                         |

| Garmin-Sharp GRS                       | Garmin-Sharp GRS            | Garmin-Sharp GRS |
| -------------------------------------- | --------------------------- | ---------------- |
| Num                                    | Coureur                     | Pos              |
| 61                                     | Ryder Hesjedal (CAN)        | NP-7             |
| 62                                     | Thomas Danielson (USA)      | AB-6             |
| 63                                     | Tyler Farrar (USA)          | 151e             |
| 64                                     | Robert Hunter (RSA) → Route | NP-7             |
| 65                                     | Daniel Martin (IRL)         | 35e              |
| 66                                     | David Millar (GBR)          | 106e             |
| 67                                     | Johan Vansummeren (BEL)     | 147e             |
| 68                                     | Christian Vande Velde (USA) | 60e              |
| 69                                     | David Zabriskie (USA) → CLM | 100e             |
| Directeur sportif : Jonathan Vaughters |                             |                  |

| AG2R La Mondiale ALM               | AG2R La Mondiale ALM         | AG2R La Mondiale ALM |
| ---------------------------------- | ---------------------------- | -------------------- |
| Num                                | Coureur                      | Pos                  |
| 71                                 | Jean-Christophe Péraud (FRA) | 44e                  |
| 72                                 | Maxime Bouet (FRA)           | 55e                  |
| 73                                 | Mikaël Cherel (FRA)          | 62e                  |
| 74                                 | Hubert Dupont (FRA)          | NP-7                 |
| 75                                 | Sébastien Hinault (FRA)      | 122e                 |
| 76                                 | Blel Kadri (FRA)             | 89e                  |
| 77                                 | Sébastien Minard (FRA)       | 65e                  |
| 78                                 | Christophe Riblon (FRA)      | 73e                  |
| 79                                 | Nicolas Roche (IRL)          | 12e                  |
| Directeur sportif : Vincent Lavenu |                              |                      |

| Cofidis COF                     | Cofidis COF                | Cofidis COF |
| ------------------------------- | -------------------------- | ----------- |
| Num                             | Coureur                    | Pos         |
| 81                              | Rein Taaramäe (EST)* → CLM | 36e         |
| 82                              | Rémy Di Grégorio (FRA)     | EX-10       |
| 83                              | Samuel Dumoulin (FRA)      | 107e        |
| 84                              | Nicolas Edet (FRA)*        | 128e        |
| 85                              | Julien Fouchard (FRA)      | 149e        |
| 86                              | Jan Ghyselinck (BEL)*      | 152e        |
| 87                              | Luis Ángel Maté (ESP)      | 130e        |
| 88                              | David Moncoutié (FRA)      | AB-12       |
| 89                              | Romain Zingle (BEL)*       | 90e         |
| Directeur sportif : Didier Rous |                            |             |

| Saur-Sojasun SAU                    | Saur-Sojasun SAU         | Saur-Sojasun SAU |
| ----------------------------------- | ------------------------ | ---------------- |
| Num                                 | Coureur                  | Pos              |
| 91                                  | Jérôme Coppel (FRA)      | 21e              |
| 92                                  | Anthony Delaplace (FRA)* | AB-7             |
| 93                                  | Jimmy Engoulvent (FRA)   | 153e             |
| 94                                  | Brice Feillu (FRA)       | 91e              |
| 95                                  | Fabrice Jeandesboz (FRA) | 54e              |
| 96                                  | Cyril Lemoine (FRA)      | 136e             |
| 97                                  | Guillaume Levarlet (FRA) | 75e              |
| 98                                  | Jean-Marc Marino (FRA)   | 131e             |
| 99                                  | Julien Simon (FRA)       | 92e              |
| Directeur sportif : Lylian Lebreton |                          |                  |

| Sky SKY                        | Sky SKY                             | Sky SKY |
| ------------------------------ | ----------------------------------- | ------- |
| Num                            | Coureur                             | Pos     |
| 101                            | Bradley Wiggins (GBR)               | 1er     |
| 102                            | Edvald Boasson Hagen (NOR)* → Route | 56e     |
| 103                            | Mark Cavendish (GBR) → Route        | 142e    |
| 104                            | Bernhard Eisel (AUT)                | 146e    |
| 105                            | Christopher Froome (GBR)            | 2e      |
| 106                            | Christian Knees (GER)               | 82e     |
| 107                            | Richie Porte (AUS)                  | 34e     |
| 108                            | Michael Rogers (AUS)                | 23e     |
| 109                            | Kanstantsin Siutsou (BLR)           | AB-3    |
| Directeur sportif : Sean Yates |                                     |         |

| Lotto-Belisol LTB                 | Lotto-Belisol LTB           | Lotto-Belisol LTB |
| --------------------------------- | --------------------------- | ----------------- |
| Num                               | Coureur                     | Pos               |
| 111                               | Jurgen Van den Broeck (BEL) | 4e                |
| 112                               | Lars Ytting Bak (DEN)       | 96e               |
| 113                               | Francis De Greef (BEL)      | 102e              |
| 114                               | André Greipel (GER)         | 123e              |
| 115                               | Adam Hansen (AUS)           | 81e               |
| 116                               | Gregory Henderson (NZL)     | 124e              |
| 117                               | Jürgen Roelandts (BEL)      | 104e              |
| 118                               | Marcel Sieberg (GER)        | 132e              |
| 119                               | Jelle Vanendert (BEL)       | 29e               |
| Directeur sportif : Herman Frison |                             |                   |

| Vacansoleil-DCM VCD                   | Vacansoleil-DCM VCD        | Vacansoleil-DCM VCD |
| ------------------------------------- | -------------------------- | ------------------- |
| Num                                   | Coureur                    | Pos                 |
| 121                                   | Lieuwe Westra (NED) CLM    | AB-11               |
| 122                                   | Kris Boeckmans (BEL)*      | 115e                |
| 123                                   | Johnny Hoogerland (NED)    | 57e                 |
| 124                                   | Gustav Larsson (SWE) → CLM | AB-11               |
| 125                                   | Marco Marcato (ITA)        | 67e                 |
| 126                                   | Wout Poels (NED)*          | AB-6                |
| 127                                   | Rob Ruijgh (NED)           | AB-11               |
| 128                                   | Rafael Valls (ESP)*        | 41e                 |
| 129                                   | Kenny van Hummel (NED)     | AB-15               |
| Directeur sportif : Michel Cornelisse |                            |                     |

| Katusha KAT                      | Katusha KAT                   | Katusha KAT |
| -------------------------------- | ----------------------------- | ----------- |
| Num                              | Coureur                       | Pos         |
| 131                              | Denis Menchov (RUS) → CLM     | 15e         |
| 132                              | Giampaolo Caruso (ITA)        | 37e         |
| 133                              | Óscar Freire (ESP)            | NP-7        |
| 134                              | Vladimir Gusev (RUS)          | AB-16       |
| 135                              | Joan Horrach (ESP)            | 119e        |
| 136                              | Aliaksandr Kuschynski (BLR)   | 145e        |
| 137                              | Luca Paolini (ITA)            | 108e        |
| 138                              | Yury Trofimov (RUS)           | 51e         |
| 139                              | Eduard Vorganov (RUS) → Route | 19e         |
| Directeur sportif : Valerio Piva |                               |             |

| FDJ-BigMat FDJ                    | FDJ-BigMat FDJ                   | FDJ-BigMat FDJ |
| --------------------------------- | -------------------------------- | -------------- |
| Num                               | Coureur                          | Pos            |
| 141                               | Sandy Casar (FRA)                | 22e            |
| 142                               | Pierrick Fédrigo (FRA)           | 48e            |
| 143                               | Yauheni Hutarovich (BLR) → Route | AB-15          |
| 144                               | Matthieu Ladagnous (FRA)         | 85e            |
| 145                               | Cédric Pineau (FRA)              | 133e           |
| 146                               | Thibaut Pinot (FRA)*             | 10e            |
| 147                               | Anthony Roux (FRA)*              | 126e           |
| 148                               | Jérémy Roy (FRA)                 | 66e            |
| 149                               | Arthur Vichot (FRA)*             | 94e            |
| Directeur sportif : Franck Pineau |                                  |                |

| Rabobank RAB                      | Rabobank RAB                  | Rabobank RAB |
| --------------------------------- | ----------------------------- | ------------ |
| Num                               | Coureur                       | Pos          |
| 151                               | Robert Gesink (NED)           | NP-12        |
| 152                               | Steven Kruijswijk (NED)*      | 33e          |
| 153                               | Bauke Mollema (NED)           | AB-11        |
| 154                               | Mark Renshaw (AUS)            | AB-11        |
| 155                               | Luis León Sánchez (ESP) → CLM | 64e          |
| 156                               | Bram Tankink (NED)            | 144e         |
| 157                               | Laurens ten Dam (NED)         | 28e          |
| 158                               | Maarten Tjallingii (NED)      | NP-4         |
| 159                               | Maarten Wynants (BEL)         | NP-7         |
| Directeur sportif : Frans Maassen |                               |              |

| Movistar MOV                      | Movistar MOV              | Movistar MOV |
| --------------------------------- | ------------------------- | ------------ |
| Num                               | Coureur                   | Pos          |
| 161                               | Alejandro Valverde (ESP)  | 20e          |
| 162                               | Juan José Cobo (ESP)      | 30e          |
| 163                               | Rui Costa (POR)           | 18e          |
| 164                               | Imanol Erviti (ESP)       | NP-7         |
| 165                               | José Iván Gutiérrez (ESP) | NP-7         |
| 166                               | Vladimir Karpets (RUS)    | 53e          |
| 167                               | Vasil Kiryienka (BLR)     | 77e          |
| 168                               | Rubén Plaza (ESP)         | 101e         |
| 169                               | José Joaquín Rojas (ESP)  | AB-3         |
| Directeur sportif : Yvon Ledanois |                           |              |

| Saxo Bank-Tinkoff Bank STB    | Saxo Bank-Tinkoff Bank STB | Saxo Bank-Tinkoff Bank STB |
| ----------------------------- | -------------------------- | -------------------------- |
| Num                           | Coureur                    | Pos                        |
| 171                           | Jonathan Cantwell (AUS)    | 137e                       |
| 172                           | Juan José Haedo (ARG)      | 140e                       |
| 173                           | Karsten Kroon (NED)        | 143e                       |
| 174                           | Anders Lund (DEN)          | 127e                       |
| 175                           | Michael Mørkøv (DEN)       | 93e                        |
| 176                           | Nick Nuyens (BEL)          | 121e                       |
| 177                           | Sérgio Paulinho (POR)      | 50e                        |
| 178                           | Chris Anker Sørensen (DEN) | 14e                        |
| 179                           | Nicki Sørensen (DEN)       | 99e                        |
| Directeur sportif : Dan Frost |                            |                            |

| Astana AST                              | Astana AST                        | Astana AST |
| --------------------------------------- | --------------------------------- | ---------- |
| Num                                     | Coureur                           | Pos        |
| 181                                     | Janez Brajkovič (SLO)             | 9e         |
| 182                                     | Borut Božič (SLO) → Route         | 129e       |
| 183                                     | Dmitriy Fofonov (KAZ)             | 63e        |
| 184                                     | Andriy Grivko (UKR) → Route → CLM | 43e        |
| 185                                     | Maxim Iglinskiy (KAZ)             | 116e       |
| 186                                     | Andrey Kashechkin (KAZ)           | 78e        |
| 187                                     | Fredrik Kessiakoff (SWE)          | 40e        |
| 188                                     | Robert Kišerlovski (CRO)          | AB-14      |
| 189                                     | Alexandre Vinokourov (KAZ)        | 31e        |
| Directeur sportif : Giuseppe Martinelli |                                   |            |

| Omega Pharma-Quick Step OPQ    | Omega Pharma-Quick Step OPQ  | Omega Pharma-Quick Step OPQ |
| ------------------------------ | ---------------------------- | --------------------------- |
| Num                            | Coureur                      | Pos                         |
| 191                            | Levi Leipheimer (USA)        | 32e                         |
| 192                            | Sylvain Chavanel (FRA) → CLM | AB-15                       |
| 193                            | Kevin De Weert (BEL)         | 70e                         |
| 194                            | Dries Devenyns (BEL)         | 68e                         |
| 195                            | Bert Grabsch (GER)           | 125e                        |
| 196                            | Tony Martin (GER) → CLM      | NP-10                       |
| 197                            | Jérôme Pineau (FRA)          | 112e                        |
| 198                            | Martin Velits (SVK)          | 88e                         |
| 199                            | Peter Velits (SVK) → CLM     | 27e                         |
| Directeur sportif : Brian Holm |                              |                             |

| Orica-GreenEDGE OGE               | Orica-GreenEDGE OGE         | Orica-GreenEDGE OGE |
| --------------------------------- | --------------------------- | ------------------- |
| Num                               | Coureur                     | Pos                 |
| 201                               | Simon Gerrans (AUS) → Route | 79e                 |
| 202                               | Michael Albasini (SUI)      | 110e                |
| 203                               | Baden Cooke (AUS)           | 117e                |
| 204                               | Matthew Goss (AUS)          | 120e                |
| 205                               | Daryl Impey (RSA)           | 111e                |
| 206                               | Brett Lancaster (AUS)       | AB-15               |
| 207                               | Sebastian Langeveld (NED)   | 150e                |
| 208                               | Stuart O'Grady (AUS)        | 97e                 |
| 209                               | Pieter Weening (NED)        | 72e                 |
| Directeur sportif : Matthew White |                             |                     |

| Argos-Shimano ARG                        | Argos-Shimano ARG         | Argos-Shimano ARG |
| ---------------------------------------- | ------------------------- | ----------------- |
| Num                                      | Coureur                   | Pos               |
| 211                                      | Marcel Kittel (GER)*      | AB-5              |
| 212                                      | Roy Curvers (NED)         | 135e              |
| 213                                      | Koen de Kort (NED)        | 103e              |
| 214                                      | Johannes Fröhlinger (GER) | NP-8              |
| 215                                      | Patrick Gretsch (GER)*    | 141e              |
| 216                                      | Yann Huguet (FRA)         | 138e              |
| 217                                      | Matthieu Sprick (FRA)     | 113e              |
| 218                                      | Albert Timmer (NED)       | 148e              |
| 219                                      | Tom Veelers (NED)         | AB-12             |
| Directeur sportif : Christian Guiberteau |                           |                   |